# A Bahama-szigetek az 1972. évi nyári olimpiai játékokon
A Bahama-szigetek az NSZK-beli Münchenben megrendezett 1972. évi nyári olimpiai játékok egyik részt vevő nemzete volt. Az országot az olimpián 4 sportágban 20 sportoló képviselte, akik érmet nem szereztek.

## Atlétika
Férfi
| Versenyző                                              | Versenyszám     | Előfutam | Előfutam | Előfutam | Negyeddöntő      | Negyeddöntő      | Negyeddöntő      | Elődöntő | Elődöntő | Elődöntő | Döntő   | Döntő    |
| Versenyző                                              | Versenyszám     | Idő      | Hely.    | Össz.    | Idő              | Hely.            | Össz.            | Idő      | Hely.    | Össz.    | Idő     | Helyezés |
| ------------------------------------------------------ | --------------- | -------- | -------- | -------- | ---------------- | ---------------- | ---------------- | -------- | -------- | -------- | ------- | -------- |
| Walter Callander                                       | 100 m           | 10,78    | 4.       | 56.      | kiesett          | kiesett          | kiesett          | kiesett  | kiesett  | kiesett  | kiesett | kiesett  |
| Kevin Johnson                                          | 100 m           | 10,91    | 6.       | 66.      | kiesett          | kiesett          | kiesett          | kiesett  | kiesett  | kiesett  | kiesett | kiesett  |
| Kevin Johnson                                          | 200 m           | 21,70    | 5.       | 40.      | kiesett          | kiesett          | kiesett          | kiesett  | kiesett  | kiesett  | kiesett | kiesett  |
| Mike Sands                                             | 200 m           | 21,61    | 5.       | 39.      | nem állt rajthoz | nem állt rajthoz | nem állt rajthoz | kiesett  | kiesett  | kiesett  | kiesett | kiesett  |
| Mike Sands                                             | 100 m           | 10,67    | 2.       | 42.*     | 10,50            | 6.               | 21.              | kiesett  | kiesett  | kiesett  | kiesett | kiesett  |
| Franklin Rahming                                       | 400 m           | 48,30    | 5.       | 50.      | kiesett          | kiesett          | kiesett          | kiesett  | kiesett  | kiesett  | kiesett | kiesett  |
| Danny Smith                                            | 110 m gát       | 14,46    | 4.       | 26.      |                  |                  |                  | kiesett  | kiesett  | kiesett  | kiesett | kiesett  |
| Danny Smith Harry Lockhart Walter Callander Mike Sands | 4 × 100 m váltó | 40,48    | 5.       | 17.      |                  |                  |                  | kiesett  | kiesett  | kiesett  | kiesett | kiesett  |

| Versenyző   | Versenyszám | Selejtező | Selejtező | Döntő    | Döntő    |
| Versenyző   | Versenyszám | Eredmény  | Helyezés  | Eredmény | Helyezés |
| ----------- | ----------- | --------- | --------- | -------- | -------- |
| Tim Barrett | Hármasugrás | 15,51 m   | 27.       | kiesett  | kiesett  |

Női
| Versenyző        | Versenyszám | Előfutam | Előfutam | Előfutam | Negyeddöntő | Negyeddöntő | Negyeddöntő | Elődöntő | Elődöntő | Elődöntő | Döntő   | Döntő    |
| Versenyző        | Versenyszám | Idő      | Hely.    | Össz.    | Idő         | Hely.       | Össz.       | Idő      | Hely.    | Össz.    | Idő     | Helyezés |
| ---------------- | ----------- | -------- | -------- | -------- | ----------- | ----------- | ----------- | -------- | -------- | -------- | ------- | -------- |
| Claudette Powell | 100 m       | 12,01    | 7.       | 35.      | kiesett     | kiesett     | kiesett     | kiesett  | kiesett  | kiesett  | kiesett | kiesett  |

* - egy másik versenyzővel azonos időt ért el

## Kerékpározás

### Pálya-kerékpározás
Sprintverseny
| Versenyző         | Versenyszám  | 1. forduló                                       | 1. forduló | Vigaszág                     | Vigaszág | 2. forduló             | 2. forduló | Vigaszág             | Vigaszág | Nyolcaddöntő           | Nyolcaddöntő | Vigaszág selejtező     | Vigaszág selejtező | Vigaszág döntő       | Vigaszág döntő | Negyeddöntő          | Elődöntő             | Döntő                | Helyezés    |
| Versenyző         | Versenyszám  | Ellenfelek Győztes idő                           | Hely.      | Ellenfél Győztes idő         | Hely.    | Ellenfelek Győztes idő | Hely.      | Ellenfél Győztes idő | Hely.    | Ellenfelek Győztes idő | Hely.        | Ellenfelek Győztes idő | Hely.              | Ellenfél Győztes idő | Hely.          | Ellenfél Győztes idő | Ellenfél Győztes idő | Ellenfél Győztes idő | Helyezés    |
| ----------------- | ------------ | ------------------------------------------------ | ---------- | ---------------------------- | -------- | ---------------------- | ---------- | -------------------- | -------- | ---------------------- | ------------ | ---------------------- | ------------------ | -------------------- | -------------- | -------------------- | -------------------- | -------------------- | ----------- |
| Geoffery Burnside | Férfi egyéni | Massimo Marino (ITA) · Roger Young (USA) · 11,83 | 3.         | Peder Pedersen (DEN) · 11,34 | 2.       | kiesett                | kiesett    | kiesett              | kiesett  | kiesett                | kiesett      | kiesett                | kiesett            | kiesett              | kiesett        | kiesett              | kiesett              | kiesett              | helyezetlen |

Időfutam
| Versenyző         | Versenyszám  | Idő     | Helyezés |
| ----------------- | ------------ | ------- | -------- |
| Laurence Burnside | Férfi egyéni | 1:20,31 | 30.      |

## Ökölvívás
| Versenyző         | Versenyszám | Selejtező         | 32-es főtábla                        | Nyolcaddöntő           | Negyeddöntő       | Elődöntő          | Döntő             | Helyezés |
| Versenyző         | Versenyszám | Ellenfél Eredmény | Ellenfél Eredmény                    | Ellenfél Eredmény      | Ellenfél Eredmény | Ellenfél Eredmény | Ellenfél Eredmény | Helyezés |
| ----------------- | ----------- | ----------------- | ------------------------------------ | ---------------------- | ----------------- | ----------------- | ----------------- | -------- |
| Garry Davis       | Váltósúly   | erőnyerő          | Maurice Hope (GBR) · 0-5             | kiesett                | kiesett           | kiesett           | kiesett           | 17.      |
| Nathaniel Knowles | Középsúly   |                   | Faustino Quinales (VEN) · leléptetés | Nazif Kuran (TUR) · KO | kiesett           | kiesett           | kiesett           | 9.       |

## Vitorlázás
Nyílt
| Versenyző                                         | Versenyszám | Futam  | Futam | Futam | Futam | Futam  | Futam  | Futam | Pontszám | Helyezés |
| Versenyző                                         | Versenyszám | 1      | 2     | 3     | 4     | 5      | 6      | 7     | Pontszám | Helyezés |
| ------------------------------------------------- | ----------- | ------ | ----- | ----- | ----- | ------ | ------ | ----- | -------- | -------- |
| Montague Higgs Durward Knowles                    | Csillaghajó | 18,0   | 3,0   | 16,0  | 18,0  | (24,0) | 22,0   | 20,0  | 97,0     | 13.      |
| David Kelly Godfrey Kelly Christopher McKinney    | Sárkányhajó | (29,0) | 23,0  | 24,0  | 18,0  | 21,0   | 10,0   |       | 96,0     | 19.      |
| Percival Knowles Robert Symonette Craig Symonette | Soling      | 29,0   | 28,0  | 30,0  | 21,   | 29,0   | (32,0) |       | 137,0    | 25.      |